# Calliste gris
Tangara inornata
Espèce
Statut de conservation UICN

 LC  : Préoccupation mineure
Le Calliste gris (Tangara inornata) est une espèce de passereaux appartenant à la famille des Thraupidae.

## Répartition

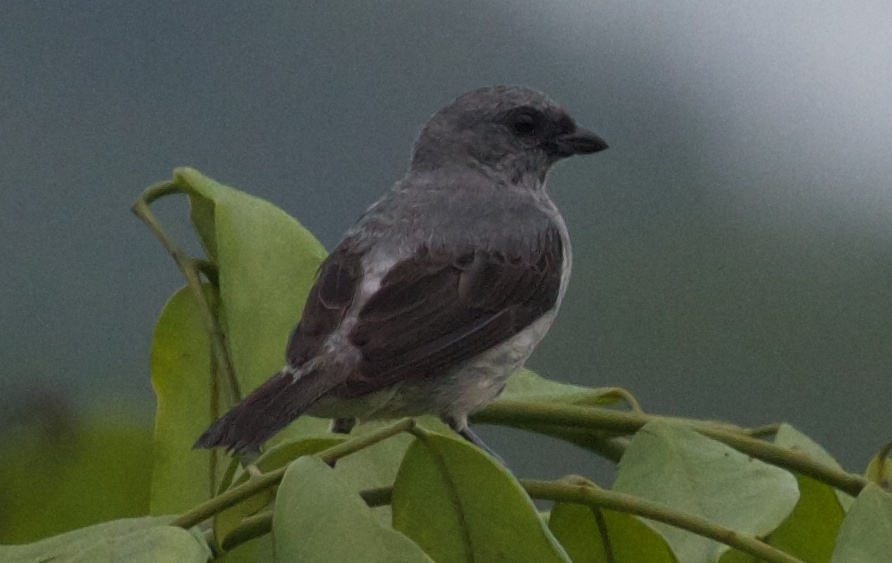

Cet oiseau vit au Costa Rica, au Panamá et dans la région du Magdalena (Colombie).

## Sous-espèces
D'après Alan P. Peterson, cette espèce est constituée des trois sous-espèces suivantes :
- Tangara inornata inornata (Gould 1855) ;
- Tangara inornata languens Bangs & Barbour 1922 ;
- Tangara inornata rava Wetmore 1963.